# Simulium paranense
Simulium paranense är en tvåvingeart som beskrevs av Carlos Schrottky 1909. Simulium paranense ingår i släktet Simulium och familjen knott.
Artens utbredningsområde är Paraguay. Inga underarter finns listade i Catalogue of Life.